# 奥村和忠
奥村 和忠 （おくむら かずただ、慶長8年3月27日（1603年5月8日） - 寛永16年10月27日（1639年11月22日））は、加賀藩の加賀八家奥村家分家の嫡男。
父は加賀藩年寄奥村易英。弟は奥村易貞。正室は成瀬吉正の娘。子は奥村庸礼。通称主殿、初名栄之。

## 生涯
慶長8年（1603年）3月27日、加賀藩年寄奥村易英の長男として生まれる。元和2年（1616年）、14歳で初めて藩主前田利常に仕える。後、知行1000石を与えられ世子前田光高に仕える。寛永16年（1639年）10月27日、父易英に先立ち京都で死去する。享年37。嫡男庸礼が易英の家督を嫡孫承祖し、1万450石の知行を継いだ。